# Amphiesma sanguineum
Amphiesma sanguineum là một loài rắn trong họ Colubridae. Loài này được Smedley mô tả khoa học đầu tiên năm 1931.